# Karim Coulibaly
Karim Coulibaly (Bakel, 3 de junho de 1993) é um futebolista profissional senegalês que atua como meia.

## Carreira
Karim Coulibaly começou suas carreira no Nancy.